# Lourouer-Saint-Laurent
Lourouer-Saint-Laurent è un comune francese di 245 abitanti situato nel dipartimento dell'Indre nella regione del Centro-Valle della Loira.

## Società

### Evoluzione demografica
Abitanti censiti